# Ардер, Отт
Отт Арпадович А́рдер (эст. Ott Arder, 26 февраля 1950, Таллин — 26 июня 2004, о. Кассари, Эстония) — эстонский советский поэт, детский писатель и переводчик. Также он известен как автор нескольких популярных в Эстонии песен и автор театральных постановок. С 1990 года являлся членом Эстонского союза писателей. Его младший брат Ян Ардер — музыкант и певец, участник популярной в СССР и Эстонии группы «Апельсин». Отт Ардер является автором текстов к нескольким песням, написанным для этой группы.
В последние годы «застоя» приютил в Таллине поэта-песенника Бориса Баркаса, когда его песни были запрещены к исполнению в СССР.
Найден мёртвым утром 26 июня 2004 года на пляже острова Кассари. Похоронен на Александро-Невском кладбище в Таллине.